# Bleik
Bleik is een plaats in de Noorse gemeente Andøy in de provincie Nordland. Bleik telt 465 inwoners (2007) en heeft een oppervlakte van 0,42 km². De plaats ligt op het eiland Andøya.
Bleik laat zich voorstaan op het langste zandstrand van Noorwegen (3 kilometer). Achter dit strand bevindt zich een eindmorene, hier achtergelaten door het landijs tijdens de laatste ijstijd. Bleik ligt op het enige stuk van Noorwegen dat tijdens deze ijstijd niet met landijs was bedekt.
Enkele honderden meter uit de kust ligt de vogelrots 'Bleiksøya die beschermd is als natuurreservaat en waar een kolonie van enkele tienduizenden papegaaiduikers nestelt. Er worden regelmatig Europese zeearenden gezien.